# Johann Andreas Seethaler
Johann Andreas Seethaler (* 19. November 1762 in Hallein; † 16. Juni 1844 in Salzburg) war ein deutsch-österreichischer Jurist und Geschichtsschreiber.

## Leben
Seethaler wurde 1762 als Sohn eines Halleiner Kammer- und Amtsverwalters geboren. Nach seiner Schulausbildung immatrikulierte er 1776 an der Benediktiner-Universität Salzburg, wobei er wohl keinen Abschluss erlangte. Dem Beginn seiner Berufslaufbahn in Hallein als Amtsanwärter am Urbaramt des Stifts St. Peter in Salzburg (1782) folgten mehrjährige (1783–1785) juristische Studien an der Universität Salzburg.
Nachdem Seethaler im Jahr 1786 eine Stelle als Kanzleipraktikant unter Pfleger Johann Josef Strobl am Pfleggericht in Laufen angenommen hatte, übersiedelte er 1787 nach Mattsee, wo er als Akzessist am Pfleggericht tätig war. Im Jahr 1789 nach Laufen zurückgekehrt, übernahm er die nach dem Tod Strobls, dessen Tochter Maria Anna er im selben Jahr heiratete, vakante Stelle eines Landrichters. Während seiner Amtszeit, die in eine Periode des wirtschaftlichen Niedergangs und der Verarmung der städtischen Bevölkerung fiel, versuchte Seethaler durch Förderung des Schulwesens und Verbesserung der medizinischen Versorgung (Einführung der Pockenschutzimpfung und einer eigenen Hebammenausbildung) die Lebensbedingungen in Laufen zu verbessern. In die gleiche Richtung zielten auch Maßnahmen zur Arbeitsbeschaffung, wie beispielsweise die Trockenlegung des Haarmooses sowie die Förderung der Viehzucht.
Bei der Gebietstrennung im Zuge der endgültigen Angliederung Salzburgs an Österreich 1816 entschied sich Seethaler gegen einen Verbleib im bayerischen Herrschaftsbereich und musste daher seine Funktion in Laufen aufgeben. Obwohl er als Stadtrichter von Salzburg im Gespräch war, wurde ihm 1816 das Landgericht Schärding zugewiesen, von wo er allerdings nach wenigen Wochen an das Landgericht Haag am Hausruck wechselte. Im Jahr 1824 erhielt er eine Funktion als Oberbeamter beim Pfleg- und Kriminalgericht Mattighofen.
Neben seiner Tätigkeit in der Verwaltung widmete sich Seethaler schon früh regionalgeschichtlichen Forschungen, die sich in zwei Bereiche gliedern lassen. Zum einen verfasste er zeitgeschichtliche, topographische und statistische Arbeiten über Laufen (1802, 1810), zum anderen galt sein besonderes Interesse der Geschichte und Archäologie des Mittelalters und der Antike, das nicht nur durch eine umfangreiche Sammlung antiker Grab- und Meilensteine, sondern auch durch zahlreiche wissenschaftliche Publikationen dokumentiert ist. Außerdem betrieb Seethaler auch paläontologische Studien, wobei sein Interesse den Hippuriten, aber auch fossilen Wirbeltieren in der Umgebung Salzburgs galt.
Seethaler starb am 16. Juni 1844 in Salzburg. In Laufen ist die „Seethalerstraße“ ▼ nach ihm benannt.